# Fay Wray
Fay Wray, nata Vina Fay Wray (Cardston, 15 settembre 1907 – New York, 8 agosto 2004), è stata un'attrice canadese naturalizzata statunitense.

## Biografia

### Origini
La Wray nacque in un ranch presso Cardston, nell'Alberta, in Canada non lontano dal confine con gli Stati Uniti, il 15 settembre 1907 da padre britannico nativo di Kingston upon Hull, Joseph Heber Wray, e da madre statunitense originaria di Salt Lake City, nello Utah, Elvina Marguerite Jones, ambedue mormoni. La famiglia Wray si trasferì negli Stati Uniti quando Fay aveva tre anni, stabilendosi presso una comunità di mormoni in Alberta, Arizona, poi a Salt Lake City, ed infine a Los Angeles, dove Fay conobbe il regista Hal Roach.

### Carriera

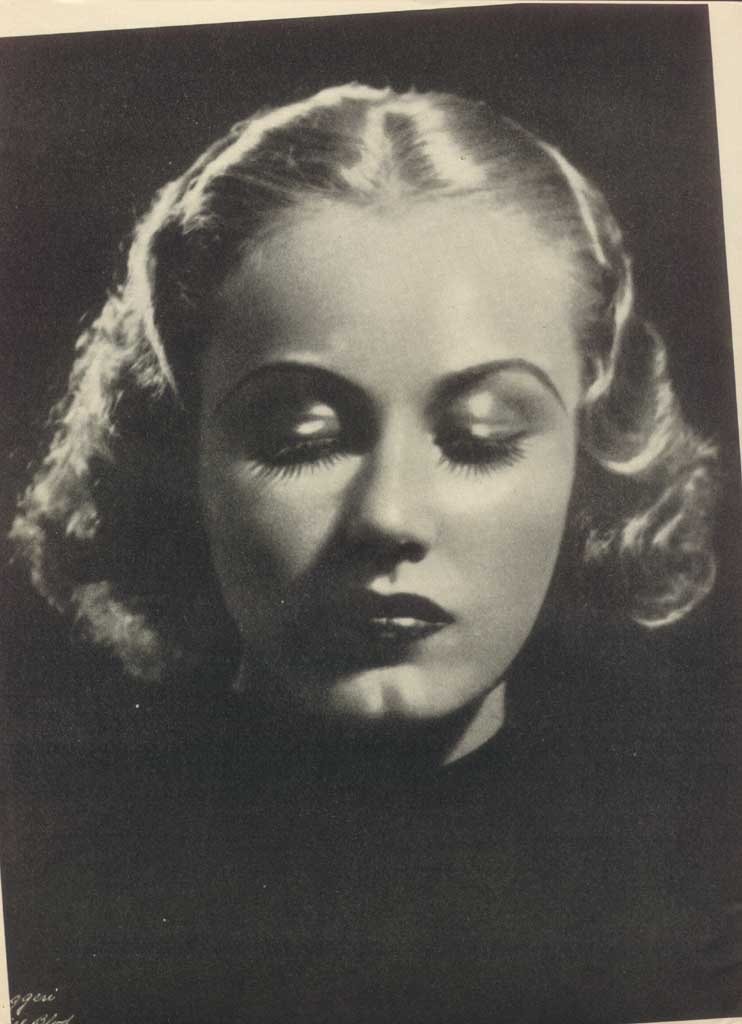
Fay Wray

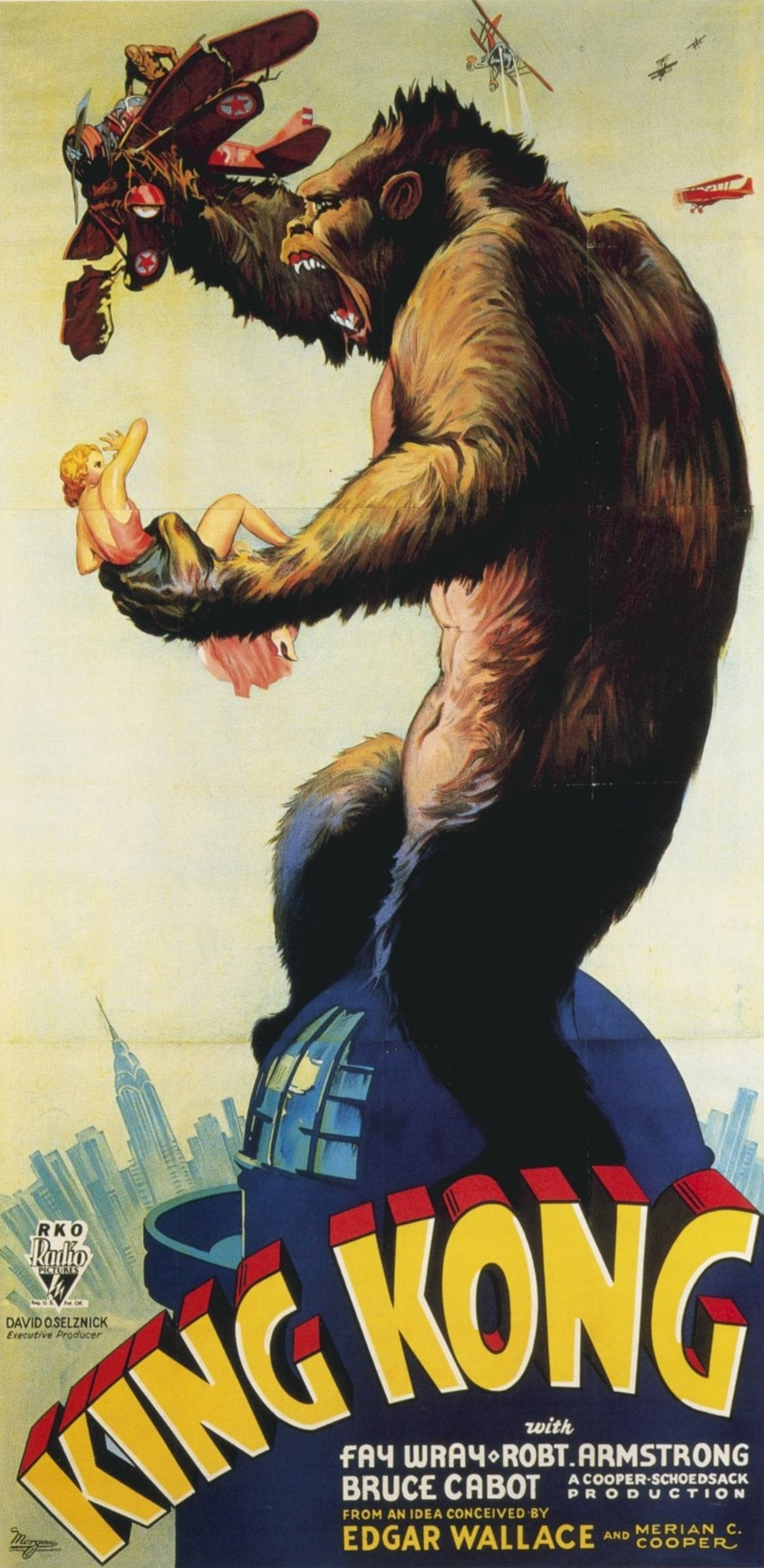
La locandina di King Kong (1933). Nella mano sinistra del gorilla appare il personaggio della Wray

Nel 1926 Fay Wray fu selezionata come una delle WAMPAS Baby Stars, firmando un contratto con la Paramount Pictures. Nel 1928, il regista Erich von Stroheim le affidò il ruolo di protagonista nel film Sinfonia nuziale, che però non ebbe un grande successo. Successivamente firmò un contratto per la casa di produzione RKO per la quale interpretò film di genere avventura-horror tra cui Pericolosa partita (1932).
La Wray è universalmente ricordata per il ruolo della bionda Ann Darrow, della quale si invaghisce il gigantesco gorilla King Kong, nell'omonimo film di avventura del 1933. Nella pellicola, l'attrice indossava una parrucca, poiché in realtà la tonalità naturale dei suoi capelli era scura. Sembra che la produzione volesse proporre il ruolo a Jean Harlow che aveva però un contratto di esclusiva con la MGM.
Divenuta cittadina americana nel 1935, la Wray continuò a lavorare sul grande schermo fino ai primi anni quaranta quando, dopo il secondo matrimonio, volle dedicarsi alla famiglia. Successivamente apparve con frequenza in televisione fino agli anni ottanta partecipando a diverse serie. Nel 1997 il regista James Cameron le propose il ruolo di Rose da anziana nel film Titanic, ma lei declinò l'offerta.
Il regista Peter Jackson, che aveva intenzione di dare alla Wray una piccola parte nel suo remake di King Kong del 2005, la fece incontrare con Naomi Watts, l'interprete scelta per il ruolo di Ann Darrow. Poco prima dell'inizio delle riprese, però, le condizioni di salute della Wray si aggravarono e l'8 agosto 2004 l'attrice morì nel suo appartamento di Manhattan, per cause naturali, all'età di 96 anni. Fu sepolta al cimitero di Hollywood. Due giorni dopo la morte, le luci dell'Empire State Building furono spente per 15 minuti in sua memoria.

### Vita privata
Fay Wray si sposò tre volte, dal 1928 al 1939 con il giornalista e scrittore John Monk Saunders, dal 1942 al 1955 con il regista e sceneggiatore Robert Riskin, e dal 1971 al 1991 con il Dr. Sanford Rothenberg. Ebbe tre figli: Susanna Saunders, Victoria Riskin, Robert Riskin Jr.

## Riconoscimenti
- WAMPAS Baby Stars 1926

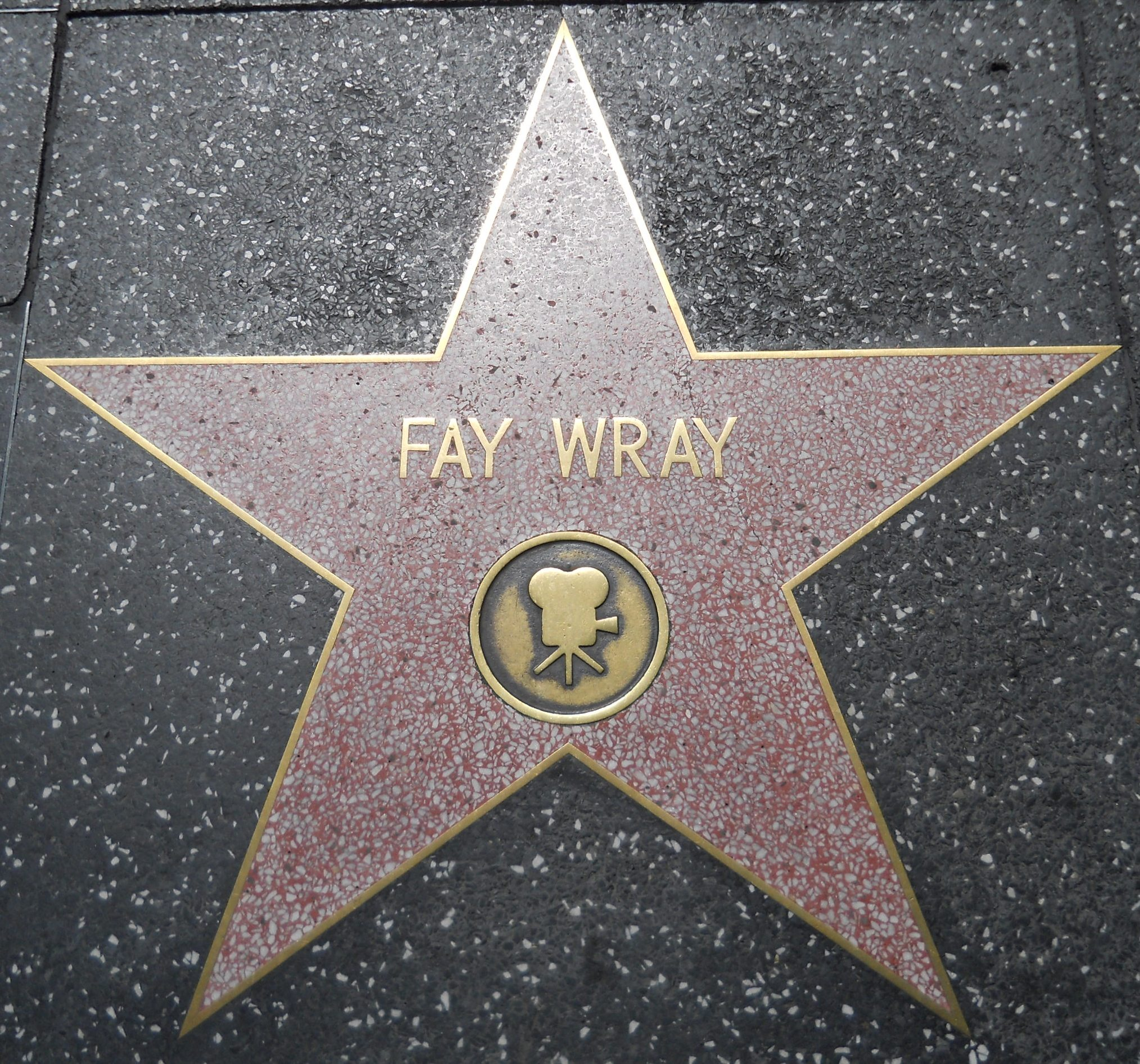
Stella di Fay Wray sulla Hollywood Walk of Fame al 6349 di Hollywood Boulevard.

- Ha una stella nella Hollywood Walk of Fame.

## Citazioni
- La Wray è citata nel musical teatrale del 1973, The Rocky Horror Show, e nella relativa trasposizione cinematografica del 1975, The Rocky Horror Picture Show, dal protagonista Frank-N-Furter (interpretato da Tim Curry), che la indica come sua prima fonte d'ispirazione: viene infatti nominata nei due brani Science Fiction/Double Feature e Don't Dream It, Be It della colonna sonora del musical.
- Nel remake di Peter Jackson Carl Denham, qui interpretato da Jack Black, prende in considerazione una certa "Fay" per sostituire l'attrice precedentemente ingaggiata per il suo film e che si era ritirata, ma il suo assistente Preston gli dice che non è disponibile perché sta girando un film per la RKO, e Denham risponde sarcasticamente alludendo a un certo "Cooper": si tratta ovviamente di Fay Wray e del King Kong originale, e il regista menzionato è Merian C. Cooper. Al termine dei titoli di coda dello stesso film è presente una dedica alla produzione ed al cast della pellicola originale con particolare riferimento a "L' impareggiabile Fay Wray".

## Filmografia parziale

### Cinema

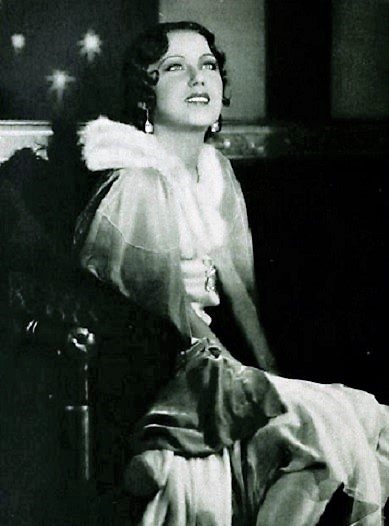
Nel film Sinfonia nuziale

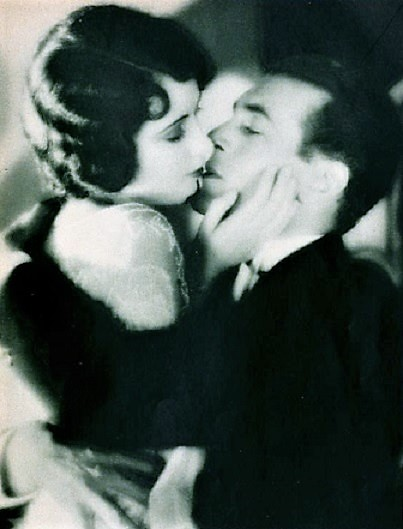
Con Gary Cooper in La squadriglia degli eroi (1928)

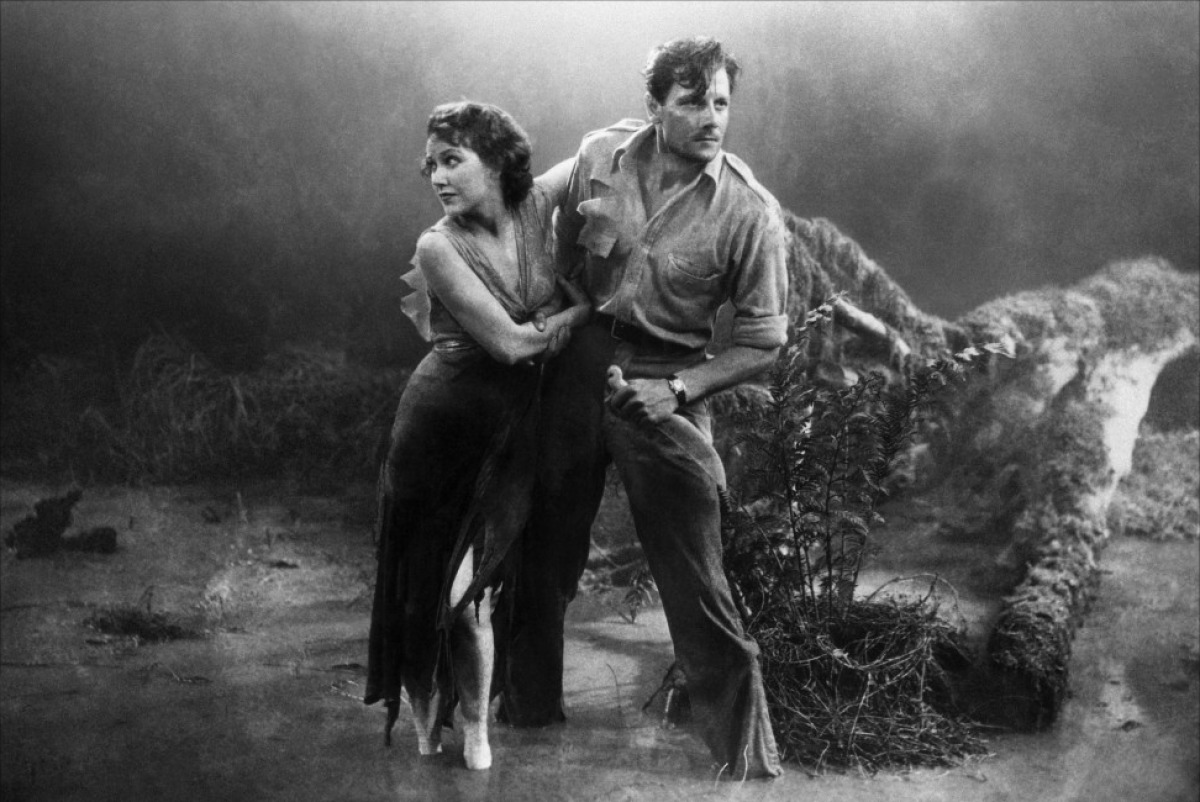
Con Joel McCrea in Pericolosa partita (1932)

- The Man in the Saddle, regia di Lynn Reynolds e Clifford Smith (1926)
- The Coast Patrol, regia di Bud Barsky (1926)
- La squadriglia degli eroi (The Legion of the Condemned), regia di William A. Wellman (1928)
- Sinfonia nuziale (The Wedding March), regia di Erich von Stroheim (1928)
- La via del male (Street of Sin), regia di Mauritz Stiller (1928)
- Luna di miele (The Honeymoon), regia di Erich von Stroheim (1928)
- La mazzata (Thunderbolt), regia di Josef von Sternberg (1929)
- The Texan, regia di John Cromwell (1930)
- The Border Legion, regia di Otto Brower e Edwin H. Knopf (1930)
- Paramount Revue (Paramount on Parade), regia di Dorothy Arzner, Otto Brower (1930)
- The Sea God, regia di George Abbott (1930)
- Captain Thunder , regia di Alan Crosland (1930)
- Dirigibile (Dirigible), regia di Frank Capra (1931)
- Orda conquistatrice (The Conquering Horde), regia di Edward Sloman (1931)
- La corsa alla fortuna (Not Exactly Gentlemen), regia di Benjamin Stoloff (1931)
- I gioielli rubati (The Stolen Jools), regia di William C. McGann (1931)
- The Finger Points, regia di John Francis Dillon (1931)
- The Lawyer's Secret, regia di Louis J. Gasnier e Max Marcin (1931)
- Nell'oasi del terrore (The Unholy Garden), regia di George Fitzmaurice (1931)
- Pericolosa partita (The Most Dangerous Game), regia di Irving Pichel e Ernest B. Schoedsack (1932)
- King Kong, regia di Merian C. Cooper, Ernest B. Schoedsack (1933)
- Oceano (Below the Sea), regia di Albert S. Rogell (1933)
- Il vampiro (The Vampire Bat), regia di Frank R. Strayer (1933)
- La maschera di cera (Mystery of the Wax Museum), regia di Michael Curtiz (1933)
- Spavalderia (The Bowery), regia di Raoul Walsh (1933)
- Convegno d'amore (One Sunday Afternoon), regia di Stephen Roberts (1933)
- Viva Villa!, regia di Jack Conway (1934)
- Gli amori di Benvenuto Cellini (The Affairs of Cellini), regia di Gregory La Cava (1934)
- La ragazza più ricca del mondo (The Richest Girl in the World), regia di William A. Seiter (1934)
- L'uomo che vide il futuro (The Clairvoyant), regia di Maurice Elvey (1934)
- Woman in the Dark, regia di Phil Rosen (1934)
- Bulldog Jack, regia di Walter Forde (1935)
- Arrestatela! (Murder in Greenwich Village), regia di Albert S. Rogell (1937)
- Il segreto del giurato (The Jury's Secret), regia di Edward Sloman (1938)
- Servizio della morte (Smashing the Spy's Ring), regia di Christy Cabanne (1938)
- La famiglia Stoddard (Adam Had Four Sons), regia di Gregory Ratoff (1941)
- Amore provinciale (Small Town Girl), regia di Leslie Kardos (1953)
- Il tesoro dei condor (Treasure of the Golden Condor), regia di Delmer Daves (1953)
- La tela del ragno (The Cobweb), regia di Vincente Minnelli (1955)
- Ape regina (Queen Bee), regia di Ranald MacDougall (1955)
- La baia dell'inferno (Hell on Frisco Bay), regia di Frank Tuttle (1955)
- Gli indiavolati (Rock, Pretty Baby), regia di Richard Bartlett (1956)
- Delitto senza scampo (Crime of Passion), regia di Gerd Oswald (1957)
- Tammy fiore selvaggio (Tammy and the Bachelor), regia di Joseph Pevney (1957)

### Televisione
- Damon Runyon Theater – serie TV, episodio 1x19 (1955)
- The 20th Century-Fox Hour – serie TV, episodio 1x11 (1956)
- Screen Directors Playhouse – serie TV, episodio 1x15 (1956)
- General Electric Theater – serie TV, episodi 6x08-10x10 (1957-1961)
- Alfred Hitchcock presenta (Alfred Hitchcock Presents) – serie TV, episodi 3x35-4x14 (1958-1959)
- David Niven Show (The David Niven Show) – serie TV, episodio 1x04 (1959)
- Hawaiian Eye – serie TV, episodio 1x23 (1960)
- Indirizzo permanente (77 Sunset Strip) – serie TV, episodio 2x19 (1960)

## Doppiatrici italiane
- Renata Marini in La tela del ragno e nelle riedizioni del dopoguerra di King Kong, La famiglia Stoddard e Viva Villa
- Dhia Cristiani in Ape regina, Tammy fiore selvaggio
- Tina Lattanzi in King Kong (doppiaggio del 1934)
- Lydia Simoneschi in La baia dell'inferno
- Lia Orlandini in L'uomo che vide il futuro